# Edward Henry Potthast
Edward Henry Potthast (Cincinnati, 10 giugno 1857 – New York, 9 marzo 1927) è stato un pittore statunitense impressionista.

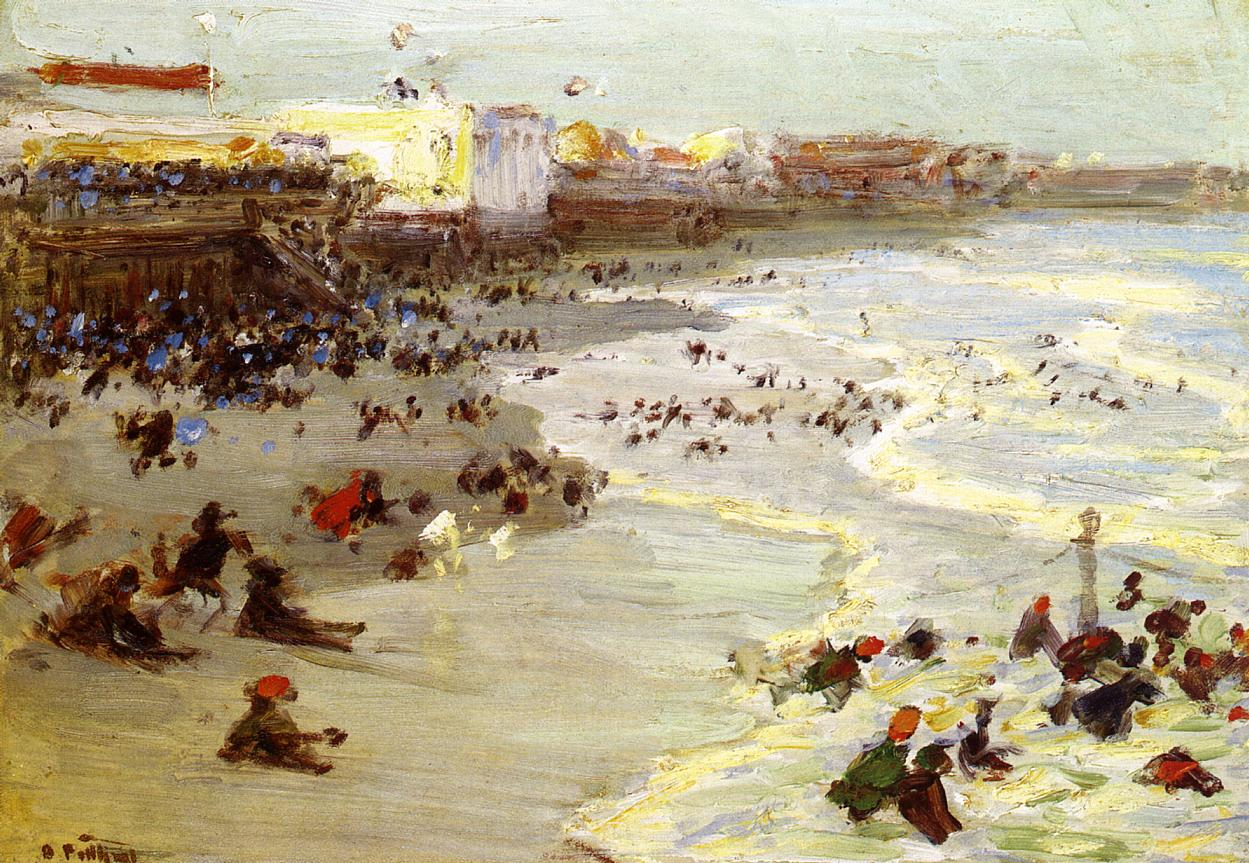
Coney Island, 1914, di Edward Henry Potthast

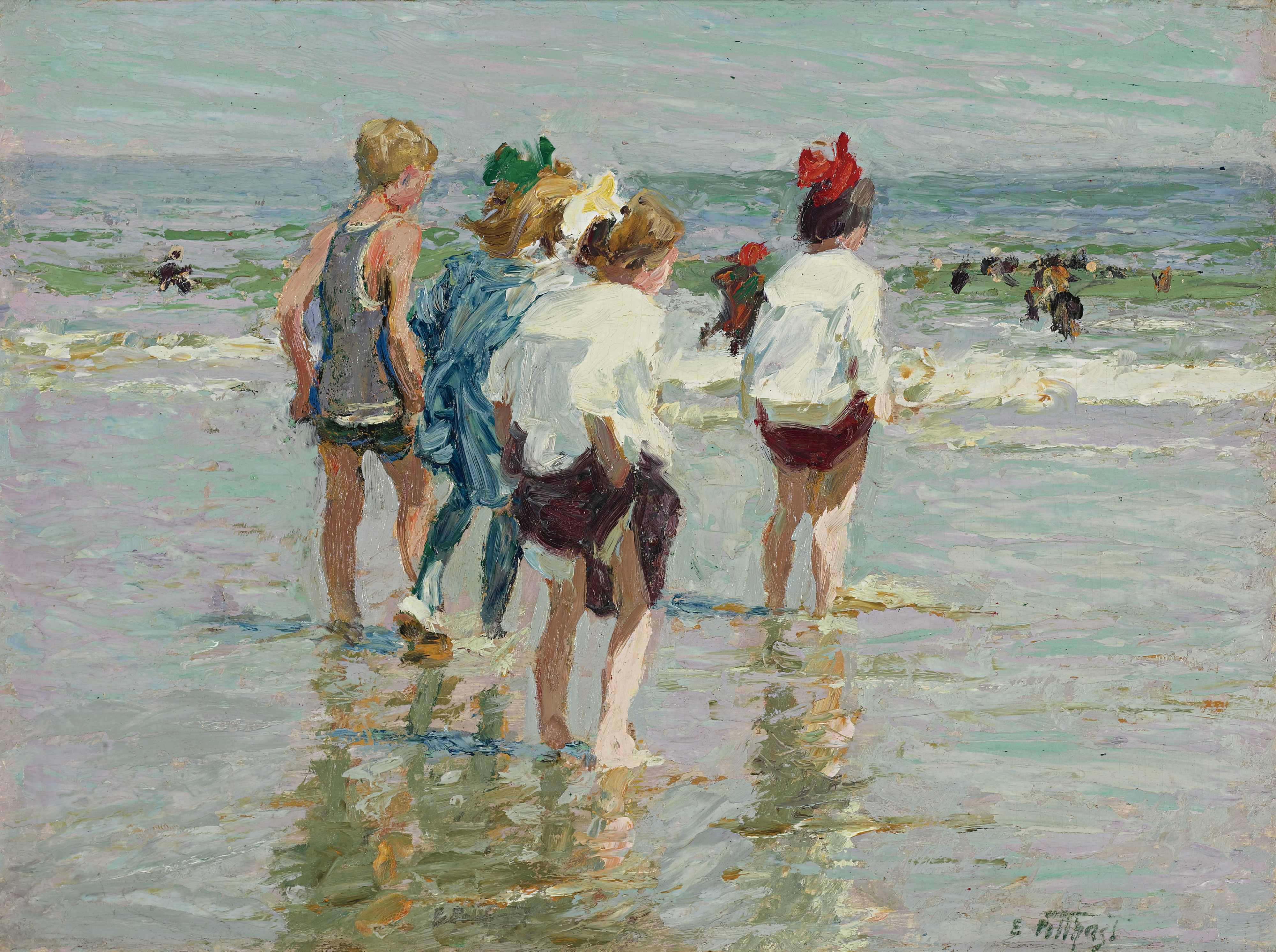
Summer day (Giorno d'estate), Brighton Beach

È conosciuto per i suoi dipinti raffiguranti persone durante il tempo libero al Central Park e sulle spiagge di New York e Nuova Inghilterra.

## Vita e lavoro

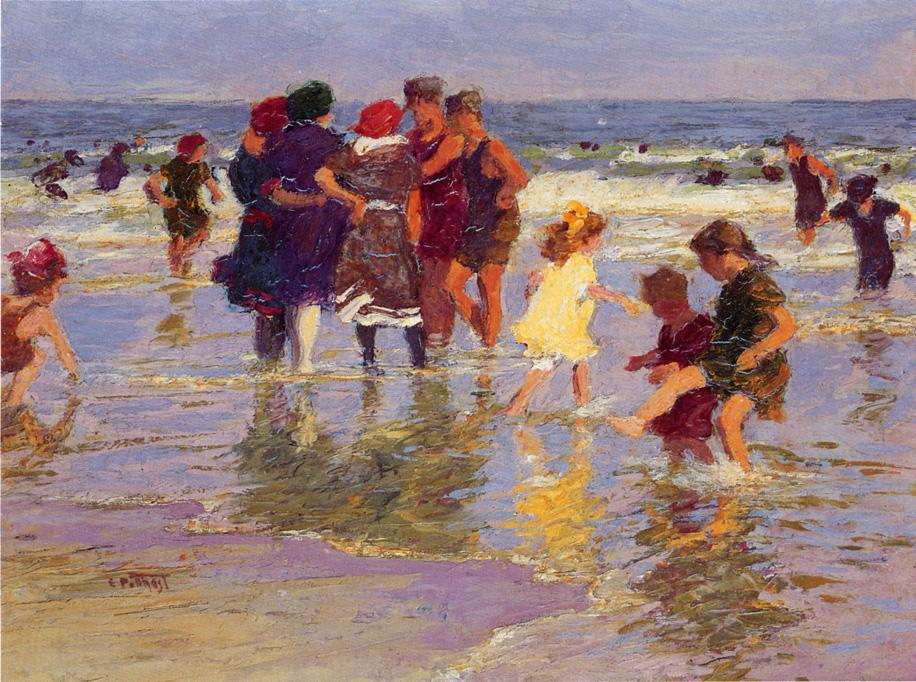
A July Day (Un giorno di luglio), pittura ad olio, 1914

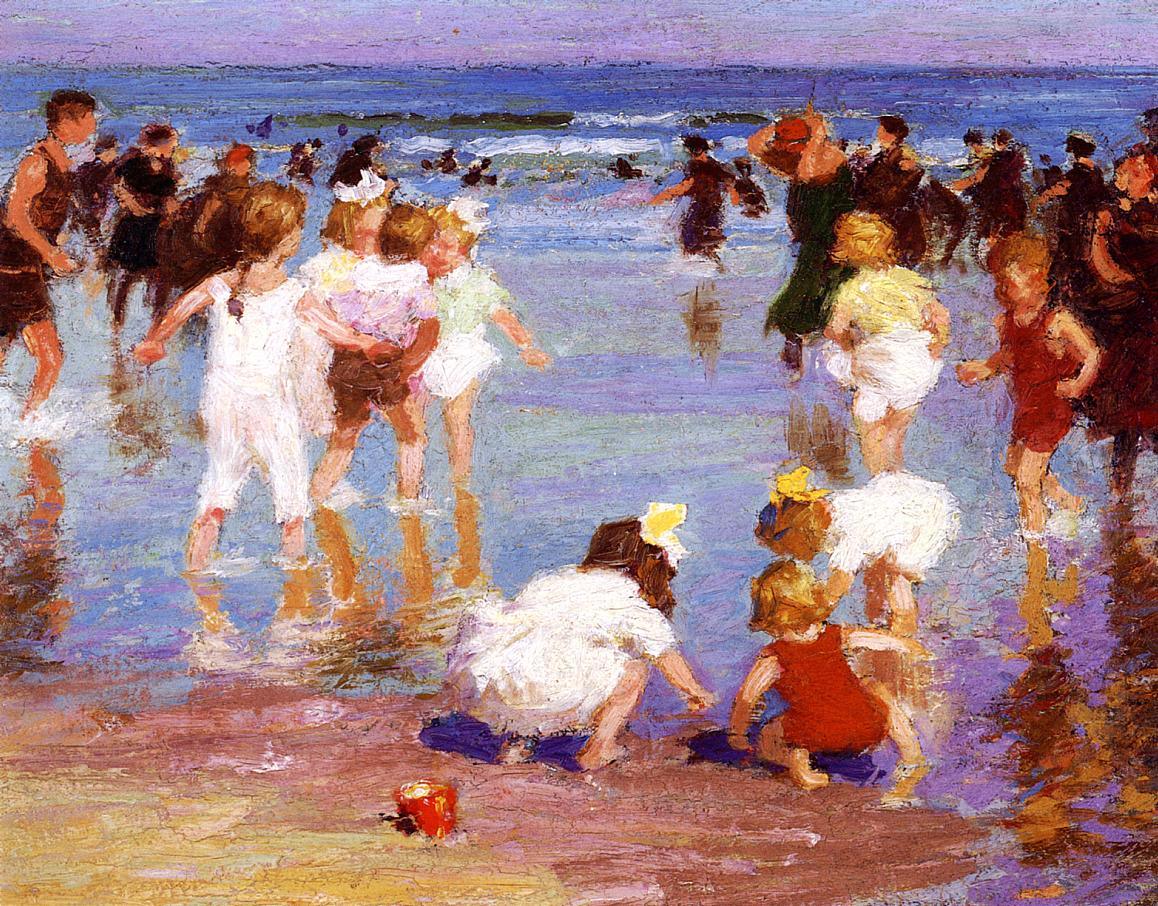
Happy Days (Giorni felici), olio su tavola, 1910–1920

Edward Henry Potthast nacque a Cincinnati, Ohio da Henry Ignatz Potthast e Bernadine Scheiffers. Dal 10 giugno del 1879 fino al 9 marzo del 1881 studiò con Thomas Satterwhite Noble. Egli studiò più tardi alla Royal Academy a Monaco di Baviera con l'istruttore di origine statunitense Carl Marr. Dopo il ritorno a Cincinnati nel 1885 riprese i suoi studi con Noble. Nel 1886 partì per Parigi, dove studiò con Fernand Cormon. Nel 1895 si trasferì a New York e vi rimase fino alla sua morte nel 1927.
Fino all'età di 39 anni, Potthast si guadagnò da vivere lavorando come litografo. La compera di uno dei suoi quadri dal Cincinnati Art Museum lo ha probabilmente incoraggiato ad abbandonare la carriera di litografo per dedicarsi alla pittura. I suoi dipinti conservarono i colori tenui e i forti contrasti della scuola di Munich finché non adottò la tavolozza impressionista, più tardi nella sua carriera.
Dopo il suo arrivo a New York, Potthast lavorò come illustratore di riviste ed espose molte delle sue opere regolarmente all'Accademia Nazionale del Design, la Society of American Artists e al Salmagundi Art Club, vincendo numerosi premi. Nel 1908 si installò in uno studio nel Palazzo Gainsborough, e da allora in poi dipinse immagini del Central Park, paesaggi della Nuova Inghilterra, e scene nelle spiagge di Long Island, per le quali è meglio ricordato. I suoi lavori sono presenti in molti musei importanti degli Stati Uniti.